# Medaglia della Corona del re Zvonimiro
La medaglia della Corona del re Zvonimiro fu istituita come "medaglia al merito assegnata, in pace o in guerra, ai croati dello Stato Indipendente di Croazia."
La medaglia della Corona del Re Zvonimiro aveva tre gradi: argento, bronzo e ferro. Il disegno della medaglia venne realizzato dallo scultore croato Ivo Kerdić.

## Ricerche
- Hrvatska odlikovanja (mr. sc. Stjepan Adanić, general-bojnik Krešimir Kašpar, prof. Boris Prister, prof. Ivan Ružić)

## Altro
- Corona di Zvonimiro
- Onorificenze dello Stato libero di Croazia